# Weisse Wölfe
Weisse Wölfe ist eine deutsche Rechtsrock-Band aus dem Sauerland (Nordrhein-Westfalen). Der nordrhein-westfälische Verfassungsschutzbericht 2003 nannte sie „eine der bedeutendsten Bands [dieses Genres] aus NRW.“ In Verfassungsschutzpublikationen und einigen Presseberichten wird der Bandname Weiße Wölfe geschrieben.

## Bandgeschichte
Die Band, die 1996 gegründet wurde und seitdem aktiv war, veröffentlichte im Sommer 1997 bei der dänischen Plattenfirma Celtic Moon, welche Blood & Honour nahesteht, die Debüt-CD Weisse Wut. Auf dem Cover posierten die Bandmitglieder vermummt und bewaffnet vor einer Fahne der 1995 verbotenen Freiheitlichen Deutschen Arbeiterpartei (FAP). Aufgrund von Textzeilen wie „Wenn wir uns finden beim Marsch durch das Land, dann brennt in jeder Stadt ein Asylantenheim ab“, „Für unser Fest ist nichts zu teuer – 10.000 Juden für ein Freudenfeuer.“ oder „Ihr tut unsrer Ehre weh – unsre Antwort Zyklon B“ kam es zu einem Prozess wegen Volksverhetzung und Gewaltverherrlichung gegen drei Mitglieder. Da weder die Aussage, die Produktion habe bereits im April 1997 stattgefunden und sei daher verjährt, widerlegt werden konnte, noch die Beteiligung der einzelnen Musiker nachgewiesen werden konnte, endete dieser mit Freisprüchen.

## Mitglieder
Aufgrund der strafrechtlichen Relevanz der Texte agierte die Band zeitweilig konspirativ. 2001 bestand sie aus fünf Mitgliedern, von denen zwei im Zusammenhang mit der Deutschen Liga für Volk und Heimat bzw. der FAP sowie wegen Volksverhetzung und gefährlicher Körperverletzung in Erscheinung getreten waren.
Beim Prozess wegen Weisse Wut standen Stjepan Jus (Sänger), J. E. (Gitarre) und Marko Gottschalk (Schlagzeug, gleichzeitig Sänger von Oidoxie) vor Gericht. Weitere Mitglieder waren Oidoxie-Bassist Dennis L. sowie ein ehemaliger Vorsitzender des NPD-Ortsverbands Kleve.
Seit einigen Jahren handelt es sich bei Weisse Wölfe nicht mehr unbedingt um eine Band, sondern nur noch um ein Ein-Mann-Projekt um den Sänger, der studiotechnisch durch andere Musiker unterstützt wird.
Unter dem Namen Wölfe Solo veröffentlicht Stjepan Jus Soloalben, bei denen er teilweise mit Marco L. von Sleipnir kooperiert.

## Verbot von „Weisse Wölfe Terrorcrew“
2008 wurde eine Fangruppe der Band, unter dem Namen Weisse Wölfe Terrorcrew (WWT) gegründet. Die zunächst subkulturell geprägte Gruppe hatte Mitglieder in Brandenburg, Hamburg, Schleswig-Holstein, Niedersachsen, Nordrhein-Westfalen und Berlin und politisierte sich in Folge stark. Sie trat im Großraum Hamburg mit rechtsextremen Straf- und Gewalttaten auf. Gegen die Gruppe wurde aufgrund ihres einheitlichen Auftretens in T-Shirts mit Symbolen der neonazistisch-terroristischen Organisation Combat 18 wegen Verstoßes gegen das Uniformierungsverbot ermittelt. Bei den Hausdurchsuchungen wurde auch die Wohnung des Weisse Wölfe-Schlagzeugers durchsucht. Die WWT hat sich mit dem Nationalkollektiv Hamburg (HNK) zusammengeschlossen und organisierte 2012 zusammen mit der NPD und Freien Kameradschaften eine Demonstration in Hamburg, zu der mehrere hundert Neonazis kamen.
Im Oktober 2012 leitete der Generalbundesanwalt beim Bundesgerichtshof ein Ermittlungsverfahren wegen Bildung einer terroristischen Vereinigung ein. Das Verfahren wurde 2014 eingestellt, da der Vorwurf ein sogenanntes rechtsextremistisches „Werwolf-Kommando“ gegründet zu haben nicht erhärtet werden konnte. Im Juli 2013 kam es erneut zu Durchsuchungen durch die Behörden. Laut des Verfassungsschutzberichtes 2014 war die Gruppe, die auch einen Verein gegründet hatte, bundesweit aktiv. Am 16. März 2016 verbot das Bundesministerium des Innern die WWT. Sie habe sich offen zu den Werten des Nationalsozialismus bekannt und Gewalt auf die Straße getragen, die sich gegen politische Gegner, Zuwanderer und Flüchtlinge sowie die Polizei richte. Man könne zwar noch nicht von einem Rechtsterrorismus sprechen, „aber wir werden jeden Ansatz dazu unterbinden.“ Bundesinnenminister de Maizière verwies auf ein Ermittlungsverfahren der Staatsanwaltschaft Bamberg gegen Mitglieder der Gruppe wegen Bildung einer terroristischen Vereinigung. Bei Durchsuchungen im Zusammenhang mit dem Verbot wurden neben Propagandamaterial verschiedene Waffen sichergestellt.

## Alben
- 1997: Weisse Wut (indiziert)
- 2003: Jahrzehnte der Dekadenz (indiziert)
- 2005: Ragnarök (indiziert)
- 2007: Soundtrack zur Revolution (indiziert)
- 2009: Gutmensch (indiziert)
- 2011: 5 vor 12 (Split-CD mit Die faschistischen 4, indiziert)[17]
- 2012: Jahrzehnte der Dekadenz (Neuauflage)
- 2012: Ragnarök (Neuauflage)
- 2012: Politisch unkorrekt
- 2013: Kampfansage (Split-CD mit Kommando Ost, indiziert)[18]
- 2015: Terrormachine (indiziert) Hierbei handelt es sich allerdings um eine Veröffentlichung, gegen die die Band anwaltlich vorging, da diese Publikation nicht mit der Band abgesprochen war und diese auch vom Markt genommen werden musste.
- 2017 In resistentia constans I
- 2017 In resistentia constans II
- 2021 Gut und Böse
- 2022 Bruderbund

### Wölfe Solo
- 2005: Die Würfel sind gefallen
- 2006: Für immer (Split-CD mit Brachial, indiziert)[19]
- 2008: Gib niemals auf
- 2010: Rock’N’Roll
- 2016: Zeit zu gehen (indiziert)[20]

### Der Böhse Wolf
- 2013: Der erste Streich
- 2015: 2. (ST)REICH (indiziert)
- 2016: 3. (St)Reich
- 2019: Das ist Deutschland

### Sonstiges
- unbekanntes Jahr: Weisse Wölfe und Feldzug: Live (Bootleg, indiziert)[21]
- 2016: Live! (Enthält die Weisse Wölfe Lieder von dem Weisse Wölfe & Feldzug Album Live)